# جوبال جونيور
جوبال جونيور (29 أغسطس 1993 ببلدية انهوماس في البرازيل - ) هو لاعب كرة قدم برازيلي في مركز الدفاع. شارك مع منتخب البرازيل تحت 20 سنة لكرة القدم. أما مع النوادي، فقد لعب مع نادي أروكا ونادي أفاي لكرة القدم ونادي سانتوس ونادي فيلا نوفا.

## روابط خارجية
- جوبال جونيور على موقع قاعدة بيانات كرة القدم.إي يو (الإنجليزية)
- جوبال جونيور على موقع ليكيب (الفرنسية)
- جوبال جونيور على موقع Soccerbase.com (لاعب) (الإنجليزية)
- جوبال جونيور على موقع Soccerway.com (الإنجليزية)
- جوبال جونيور على موقع عالم كرة القدم.نت (الإنجليزية)
- جوبال جونيور على موقع AS.com (الإسبانية)